# Апимахи
Апимахи — деревня в Опочецком районе Псковской области России. Входит в состав Звонской волости.
Расположена в 7 км к юго-востоку от города Опочка и в 1 км к западу от деревни Аристово.
Численность населения по состоянию на 2000 год составляла 21 человек, на 2012 год — 4 человека.